# عبدالاله بخاری
عبدالاله بخاری (انگلیسی: Abdulelah Bokhari؛ زادهٔ ۱۸ ژوئیهٔ ۱۹۹۴) یک ورزشکار اهل عربستان سعودی است.
از باشگاه‌هایی که در آن بازی کرده‌است می‌توان به باشگاه فوتبال الاهلی عربستان سعودی اشاره کرد.